# ولفرام کوهن
ولفرام کوهن (انگلیسی: Wolfram Kühn؛ زادهٔ ۳۰ سپتامبر ۱۹۵۰) دوچرخه‌سوار اهل آلمان است.